# Каракал (місто)
Каракал (рум. Caracal) — місто у Румунії, Олтенія, повіт Олт. 34 600 мешканців (2002). Місто розташоване неподалік від річки Олт.
Залізничний вузол. Харчова, головним чином — плодоконсервна, промисловість.
Існування міста може бути віднесено до 217 року. Легенда відносить заснування міста до римського імператора Каркалла. Назва також може бути від половецького «кара-кал» — «чорна фортеця».

## Уродженці
- Маріус Бунеску (*1881 — 1971) — румунський художник-графік, діяч культури, засновник Національного музею мистецтв Румунії.